# Trade (Sport)
Der Begriff Trade ist die englischsprachige Bezeichnung für eine Transaktion, einen Tausch oder einen Transfer in den nordamerikanischen Profiligen der Vereinigten Staaten und Kanada, darunter die Major League Baseball (MLB), die National Football League (NFL), die National Basketball Association (NBA), die National Hockey League (NHL), die Major League Soccer (MLS), die Women’s National Basketball Association (WNBA) und kleineren Ligen in den Ländern. Dabei werden die Spielerrechte von einer Mannschaft zu einer anderen transferiert. Obwohl die Spielerrechte die primären Handelswerte sind, ist je nach Liga auch der Tausch gegen Draft-Picks, Bargeld und andere Werte eines Franchises möglich. Sofern es kein einfacher Trade zwischen in etwa gleichwertigen Spielern ist, wobei ein Spieler gegen einen anderen Spieler getauscht wird, werden die Spielerrechte und ggf. andere Tauschgüter in Paketen zusammengefasst und in der Regel zwischen zwei Mannschaften getauscht. Es sind aber auch komplizierte Trades zwischen drei, vier oder mehr Mannschaften und der Transfer von Rechten möglich, die weit in der Zukunft liegen. Es ist ebenfalls möglich einen Trainer gegen zukünftige Draft-Picks zu traden, auch wenn dies keine gängige Praxis ist. Der Tausch Trainer gegen Spieler ist nicht möglich.

## Free Agent
Es können nur Spieler gehandelt werden, die bei ihren aktuellen Vereinen unter Vertrag stehen. Free Agents, deren Verträge bereits ausgelaufen sind, können von ihren ehemaligen Vereinen nicht gehandelt werden. Die freien Spieler können sich zwanglos einer anderen Mannschaft anschließen. 

## No-trade clause
Eine No-trade clause, englisch für No-Trade-Klausel oder Handelsverbotsklausel ist eine Vertragsergänzung, die im nordamerikanischen Profisport Anwendung findet. Sie besagt, dass ein Spieler nicht ohne seine Zustimmung zu einem anderen Verein transferiert werden darf oder sie verbietet jeglichen Transfer des Spielers. Manchmal wird diese Klausel vom Verein selbst eingesetzt, um einen Spieler sicher zu binden oder als vertragliche Möglichkeit einer speziellen Honorierung. In anderen Fällen wird sie vom Sportler selbst oder seinem Manager beantragt, um zu vermeiden, dass der Spieler zu einem nicht konkurrenzfähigen Verein oder einem Verein in einer unattraktiven Stadt geschickt wird.

## Trade deadline / Trading deadline
Eine Trade deadline oder Trading deadline, auf Deutsch Handelsfrist, Transferlinie, ist eine Regel, die den spätesten Zeitpunkt für den Tausch von Spielerrechten in einer laufenden Saison regelt. Sinn dieser Regel ist es, das Wettbewerbsgleichgewicht und die Spielstärken der einzelnen Mannschaften gegen Ende der Saison und in den Play-offs zu erhalten.
In der Major League Baseball (MLB) und der National Hockey League (NHL) sind Spieler, die nach Ablauf der Trade deadline gehandelt werden, für die Post Season in der laufenden Saison nicht spielberechtigt, es sei denn, die jeweilige Liga erlaubt ihnen, einen verletzten Spieler im Kader zu ersetzen.
In der National Football League (NFL), der National Basketball Association (NBA) und der Major League Soccer (MLS) sind Trades nach Ablauf der Frist nicht zulässig.
Je näher der Stichtag rückt, desto größer sind die Aktivitäten und das Interesse an Tauschgeschäften.